# Jansson
Jansson ist ein ursprünglich patronymisch gebildeter schwedischer Familienname mit der Bedeutung „Sohn des Jan“.

## Namensträger
- Albin Jansson (1897–1985), schwedischer Eishockeytorwart
- Amanda Jansson (* 1990), schwedische Schauspielerin
- Ann Jansson (Fußballspielerin) (* 1957), schwedische Fußballspielerin
- Ann Jansson (Leichtathletin) (* 1958), schwedische Leichtathletin
- Ann-Christine Jansson (* 1950), schwedische Fotografin und Fotojournalistin
- Anna Jansson (* 1958), schwedische Schriftstellerin
- Axel Jansson (1882–1909), schwedischer Sportschütze
- Bernt Jansson (1950–2020), schwedischer Eisschnellläufer
- Bertil Jansson (1898–1981), schwedischer Kugelstoßer
- Börje Jansson (Schachspieler) (* 1942), schwedischer Schachspieler
- Börje Jansson (Rennfahrer) (* 1942), schwedischer Motorradrennfahrer
- Daniel Jansson (* 1979), finnischer Basketballtrainer
- Erik Jansson (1907–1993), schwedischer Radrennfahrer
- Eugène Jansson (1862–1915), schwedischer Maler
- Folke Jansson (1897–1965), schwedischer Dreispringer
- Folke Jansson (Eishockeyspieler) (1917–1983), schwedischer Eishockeyspieler und -trainer
- Gunnar Jansson (Leichtathlet) (1897–1953), schwedischer Hammerwerfer
- Gunnar Jansson (Fußballspieler) (1907–1988), schwedischer Fußballspieler
- Gunnar Jansson (Politiker) (* 1944), finnischer Politiker
- Gustaf Jansson (1922–2012), schwedischer Marathonläufer
- Harry Jansson (1916–2002), schwedischer Eisschnellläufer
- Helena Jansson (* 1985), schwedische Orientierungsläuferin
- Helge Jansson (1904–1989), schwedischer Zehnkämpfer und Hochspringer
- Henrik Jansson (* 1972), schwedischer Snowboarder
- Herold Jansson (1899–1965), dänischer Turner und Wasserspringer
- Isak Jansson (* 2002), schwedischer Fußballspieler
- Jesper Jansson (* 1971), schwedischer Fußballspieler
- Johanna Jansson, bekannt als Dotter (* 1987), schwedische Sängerin
- John Jansson (1892–1943), schwedischer Wasserspringer
- Karl Emanuel Jansson (1846–1874), finnlandschwedischer Maler
- Lars Jansson (Comiczeichner) (1926–2000), finnischer Comiczeichner und -autor
- Lars Jansson (Motorsportler) (* 1944), schwedischer Speedwayfahrer
- Lars Jansson (Musiker) (* 1951), schwedischer Musiker und Komponist
- Lars Jansson (Eishockeyspieler) (* 1970), schwedischer Eishockeyspieler
- Lennart Jansson (1932–1999), schwedischer Jazzmusiker
- Marlena Jansson (* 1970), schwedische Orientierungsläuferin
- Martin Jansson (* 1978), schwedischer Eishockeyspieler
- Mikael Jansson (* 1965), schwedischer Politiker
- Monika Jansson (* 1960), schwedische Curlerin
- Nanna Jansson (* 1983), schwedische Eishockeyspielerin
- Oscar Jansson (* 1990), schwedischer Fußballspieler
- Pontus Jansson (* 1991), schwedischer Fußballspieler
- Ragnar Jansson (1908–1977), finnischer Segler
- Roger Jansson (* 1943), finnischer Politiker, Chefminister von Åland
- Rony Jansson (* 2004), finnischer Fußballspieler
- Rune Jansson (1932–2018), schwedischer Ringer
- Tomas Jansson, schwedischer Rallyefahrer
- Tove Jansson (1914–2001), finnische Schriftstellerin
- Ulf Jansson (* 1941), schwedischer Fußballspieler
- Ulrik Jansson (* 1968), schwedischer Fußballspieler
- Volkmar Jansson (* 1955), deutscher Orthopäde und Hochschullehrer
- Wilhelm Jansson (1877–1923), schwedisch-deutscher Gewerkschafter